# Pione Sisto
Pione Sisto Ifolo Emirmija (Kampala, 4 de fevereiro de 1995)[carece de fontes?] é um futebolista sul-sudanês nascido no campo de refugiados em Uganda e naturalizado dinamarquês. Atualmente, defende o Aris FC.

## Carreira

### Inicio
Pione, nasceu em Kampala, Uganda. E foi trazido com apenas dois meses para a Dinamarca, ele cresceu atuando no Tjørring IF em 2002, e mudou para as categorias de base do FC Midtjylland, em 2010.

### Celta
Se transferiu para a equipe galega da La Liga, em 2016.

## Seleção
Pione Sisto foi convocado e atuou pela Seleção Dinamarquesa de Futebol na  Copa do Mundo FIFA de 2018, na Rússia. Sisto começou como titular, nas primeiras partidas, mas não em todas as partidas.

## Controvérsias
Pione é proprietário de uma herdade de 4.3 hectares em Oliveira do Hospital que alberga o autodenominado Reino do Pineal, uma seita religiosa.
A Julho de 2023, Pione partilhou na sua conta oficial de instagram que apoia em pleno esta organização desde a mesma aja de “forma legal” e “pacífica”.
No entanto, em abril de 2022, um menino de 14 meses morreu por falta de cuidados médicos e o mesmo foi cremado pelos próprios membros da seita sem qualquer recurso a autoridades. Esse menino e cinco outras crianças não foram registadas em nenhuma conservatória do Registo Civil para fazer assento dos nascimentos. 
E, em Julho de 2023, membros da seita dirigiram-se à sessão plenária cujo líder exigiu soberania do "Reino do Pineal". 